# Great Wall Voleex C30
La Great Wall Voleex C30 est un modèle d'automobile fabriqué par le constructeur chinois Great Wall Motors de 2010 à 2016.
Great Wall a annoncé que 100 000 Voleex C30 avaient été produites en mars 2011, dix mois seulement après le début de la production. La Voleex C30 a reçu le titre de « Voiture de tourisme compacte de l'année 2010 CCTV en Chine ».
Elle a obtenu cinq étoiles lors d'un crash test réalisé par China-NCAP en février 2011, et le modèle a reçu la certification de commercialisation au sein de l'Union européenne en décembre 2011.
Elle a été vendu par la société bulgare Litex Motors à partir de 2013.

## Galerie

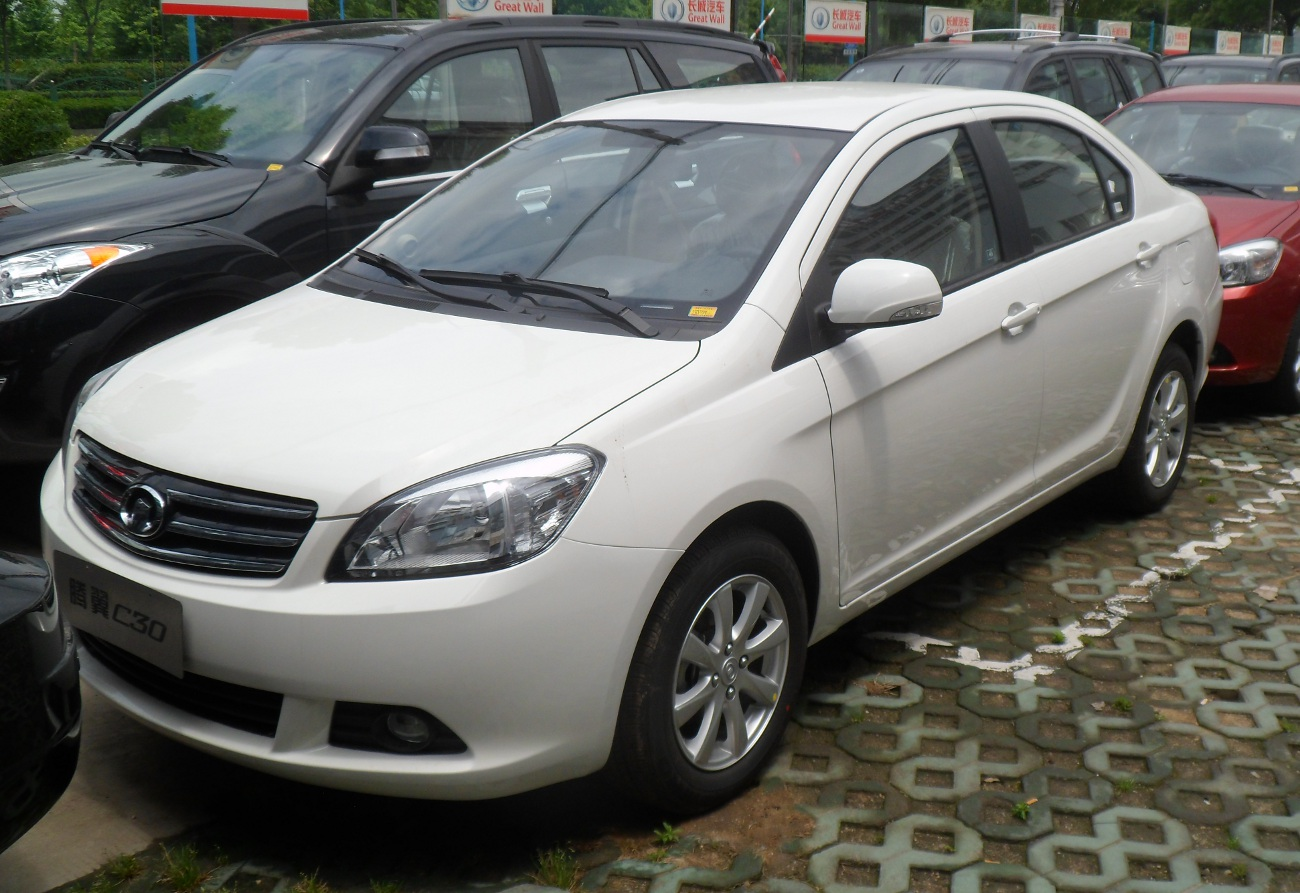
Un modèle de base Great Wall Voleex C30.
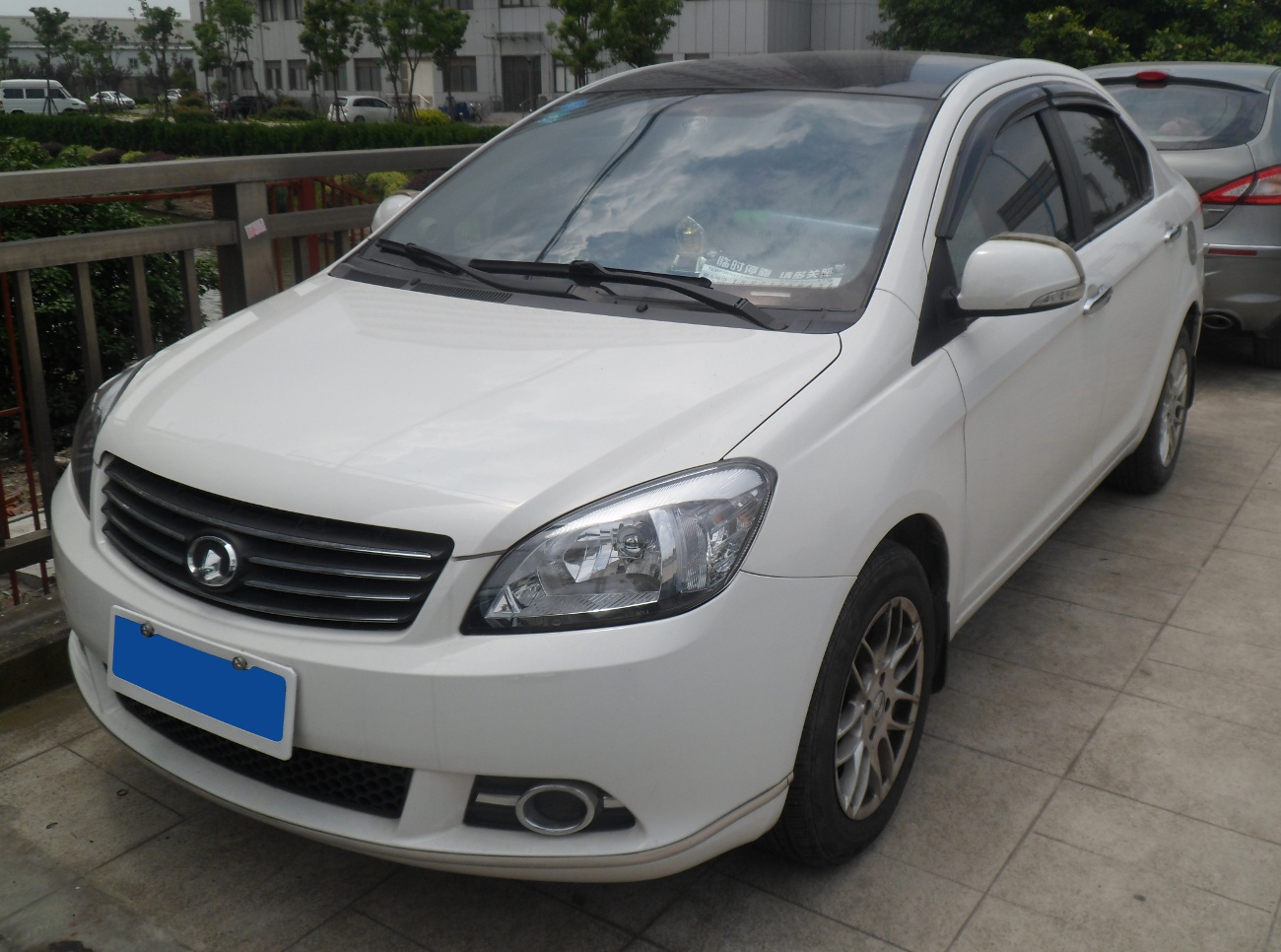
Devant de la Great Wall Voleex C30.
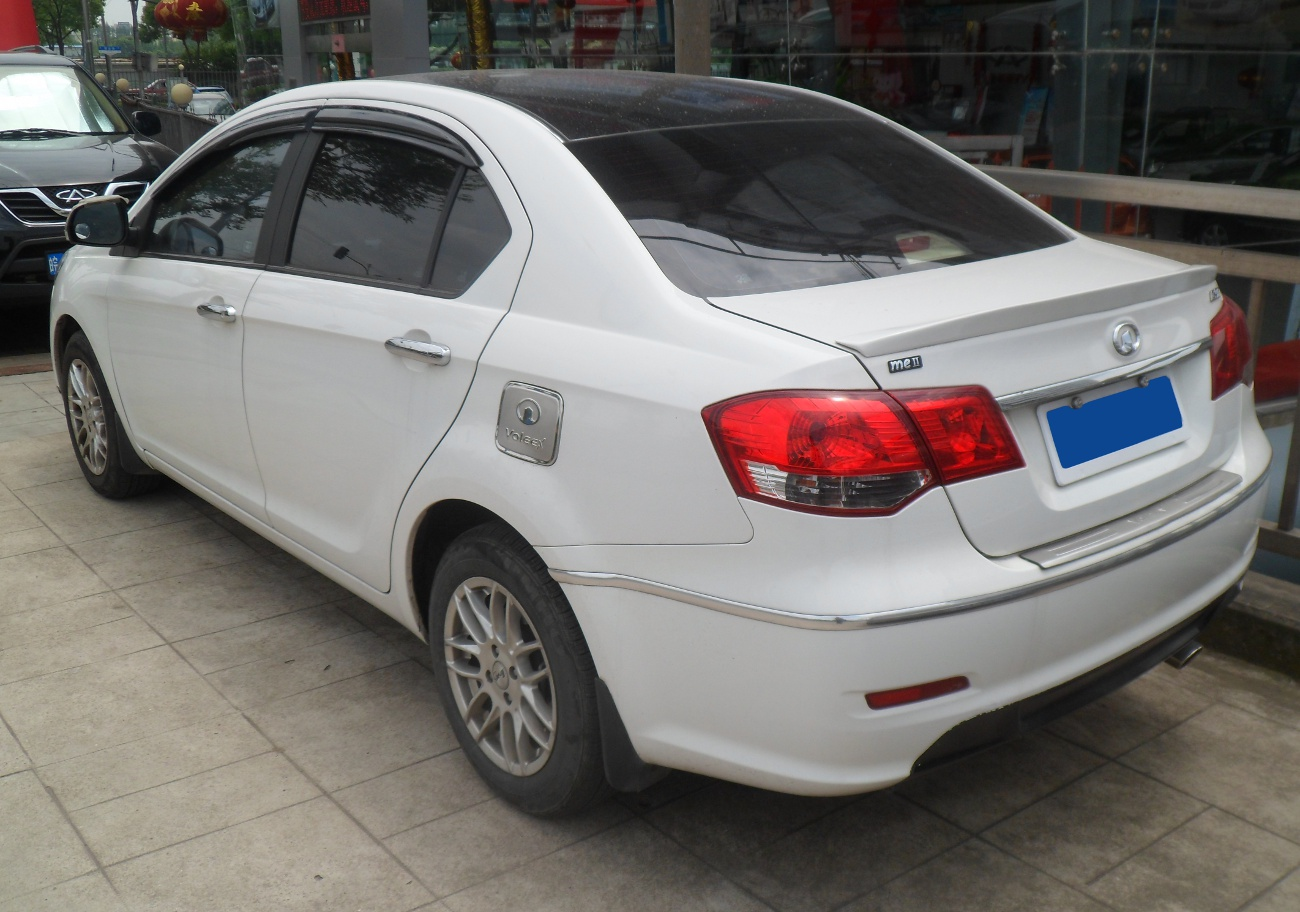
Arrière de la Great Wall Voleex C30.